# Pinaki (Einheit)
Die Pinaki war ein griechisches Handelsgewicht.
- 1 Pinaki = 9 Oken = 11,52 Kilogramm